# Phù Tô
Phù Tô (tiếng Trung: 扶苏; bính âm: Fúsū; ?-210 TCN) là con trai cả của Tần Thủy Hoàng trong lịch sử Trung Quốc.

## Thân thế
Theo Sử ký, ông là con trai cả của Tần Thủy Hoàng, theo học giả Fujita Katsuhisa thì mẹ ông là Trịnh Phu nhân, xuất thân Tông thất nước Sở. Tần Thủy Hoàng lên ngôi hoàng đế nhưng các con vẫn được sử gọi là Công tử như con các vua chư hầu thời nhà Chu. Sử sách không ghi chép nhiều về hành trạng của Phù Tô.
Năm 212 TCN, Tần Thủy Hoàng thực thi lệnh giết các Nho sĩ, chôn sống hơn 460 người ở kinh đô Hàm Dương và đày nhiều Nho sĩ khác ra biên giới. Lúc đó Doanh Phù Tô đứng ra can vua cha:"Thiên hạ mới được bình định. Những kẻ đầu đen ở phương xa vẫn chưa theo ta. Các nho sinh đều học theo Khổng Tử, nay bệ hạ dùng pháp luật nặng để trói buộc họ thì thần sợ thiên hạ không yên, xin bệ hạ nghĩ đến điều đó".
Lời can trái ý, Thủy Hoàng nổi giận, sai Phù Tô đi lên miền bắc để giám sát Mông Điềm xây Vạn Lý Trường Thành ở Thượng Quận.

## Bị hại
Tần Thủy Hoàng lên ngôi đã lâu nhưng chưa lập người kế vị. Năm 210 TCN, Thủy Hoàng đi tuần du phía đông, đi cùng có thừa tướng Lý Tư, Trung xa phủ lệnh Triệu Cao và con thứ 18 là công tử Hồ Hợi.
Tháng 7 năm 210 TCN, Thủy Hoàng đến Sa Khâu bị bệnh nặng, sai Triệu Cao viết thư gửi cho Phù Tô. Trong thư nói:
"Con về Hàm Dương với đám tang, và chôn cất ta ở đấy".
Bức thư đã dán rồi nhưng chưa trao cho sứ giả thì Thủy Hoàng qua đời. Thư và ấn đều ở chỗ Triệu Cao. Triệu Cao và Lý Tư đồng mưu hủy di chiếu của Thủy Hoàng, mạo ra tờ chiếu khác lập công tử Hồ Hợi lên kế vị và mạo viết thư sai người mang lên Thượng Quận gửi Phù Tô và Mông Điềm như sau: 
"Trẫm đi tuần thiên hạ, tế lễ cái thần ở các danh sơn để kéo dài tuổi thọ. Nay Phù Tô cùng tướng quân Mông Điềm cầm quân mấy mươi vạn đồn thú ở biên giới đã hơn mười năm. Không thể tiến quân về phía trước, quân sĩ tổn thất nhiều, không lập được chút công cán gì. Thế mà lại mấy lần dâng thư nói bướng, phỉ báng việc ta làm. Vì cớ không được thôi việc cầm quân để về làm thái tử nên ngày đêm oán hận. Phù Tô là con bất hiếu, cấp cho kiếm để tự sát. Tướng quân Mông Điềm cùng Phù Tô ở ngoài không sửa chữa được sai lầm của Phù Tô, thế nào cũng biết mưu mô của Phù Tô. Làm tôi không trung, cũng cho được chết. Hãy giao quân cho phó tướng Vương Ly"
Phù Tô thấy có dấu ấn hoàng đế, ngỡ là thư của cha, bèn chạy vào nhà định tự sát. Mông Điềm nghi ngờ giả mạo, bèn chạy vào can Phù Tô:
Nhà vua ở ngoài chưa lập thái tử, cho thần cầm quân 30 vạn giữ biên giới, công tử làm người cai quản, đó là trọng trách trong thiên hạ. Nay mới có một viên sứ giả tới đã tự sát ngay, chắc gì không phải là dối trá? Xin công tử tâu lại lần nữa rồi chết cũng chưa muộn
Sứ giả của Hồ Hợi mấy lần giục, Phù Tô không theo lời Mông Điềm, bèn tự sát. Tướng Mông Điềm cho rằng bức thư ngụy tạo nên không chịu chết, liền bị sứ giả bắt giam và sau cũng bị Hồ Hợi xử chết.
Hồ Hợi lên ngôi vua, tức là vua Tần Nhị Thế. Gần 1 năm sau (209 TCN), Trần Thắng và Ngô Quảng ở đất Sở khởi binh chống nhà Tần, phao tin Phù Tô vẫn còn sống, nhân danh giúp Phù Tô chống lại Hồ Hợi bất chính mà phất cờ khởi nghĩa chống nhà Tần. Phong trào do Trần Thắng, Ngô Quảng phát động cuối cùng làm nhà Tần sụp đổ 3 năm sau (206 TCN).